# Giáo hoàng Giuliô I
Giuliô I (Latinh: Julius I) là người kế nhiệm Giáo hoàng Marcus và là vị Giáo hoàng thứ 35. Theo niên giám tòa thánh năm 1861 thì ông lên ngôi năm 337 và ở ngôi trong 1 năm, 2 tháng và 15 ngày. Niên giám tòa thánh năm 2003 xác định triều đại của ông bắt đầu từ ngày 6 tháng 2 năm 337 cho tới 12 tháng 4 năm 352.

## Nhiệm kỳ giáo hoàng
Liber Pontificalis cho biết ông sinh tại Roma và trở thành Giám mục của Rô-ma sau thời gian trống ngôi 4 tháng. Julius I đã đề nghị Giáo hội Đông Phương mừng lễ Giáng Sinh vào ngày 25-12 thay vì mừng chung vào lễ Hiển Linh 6-1. Ông được coi là vị Giáo hoàng khoan dung và cũng biết chứng tỏ tính kiên quyết. Ông đã sáng lập Văn khố Toà Thánh từ khi ngài truyền phải lưu giữ tất cả các công văn chính thức.
Trong thời cai trị của Julius I, bè Arius lại nổi lên chống lại công đồng Nicea. Họ đưa ra nghi vấn về danh từ đồng bản tính (homoousios,consubstantialis). Năm 337, hoàng đế Constantinus băng hà, đế quốc được trao cho Constans cai trị bên tây và Constantius cai trị bên đông.
Trong thời gian cai trị của ông, thánh Athanasiô đã kháng án lên Rô-ma chống lại quyết định của công đồng Tyrô năm 335. Giáo hoàng Giuliô I đã hủy quyết định này của công đồng và phục hồi Athanasiô và Marcellô Ancyra vào tòa Giám mục của họ. Tuy nhiên những người theo phái Êusêbiô đã không thừa nhận ông có quyền đặt vấn đề một quyết định của Công đồng.
Giuliô I chẳng những đã nghiêm khắc khiển trách những người theo phái Êusêbiô vì thiếu tôn trọng các quyền tư pháp tối cao của tòa Giám mục Rô-ma: "Vì, ngài viết, nếu họ (Athanasiô và Marcellô) thực sự đã làm sai điều gì đó, như các ngài nói, thì phán quyết cần phải được đưa ra theo giáo luật chứ không phải như thế. Các ngài không biết rằng đây đã là tục lệ, đó là trước tiên phải viết thư cho ta và sau đó mới xác định điều đúng sai" (Athanasiô. "Hộ giáo" 35).
Ông đã cho xây dựng ở Rô-ma Vương cung thánh đường Mười Hai Tông Đồ, vào thời kỳ đó thường được gọi là Vương cung thánh đường Giuliana.

## Công đồng Sardica
Năm 347, theo sáng kiến của hoàng đế Constans một công đồng đã được triệu tập ở Sardica (Sofia ngày nay) trong xứ Thracia, nhằm chấm dứt các xung đột. Công đồng có 160 nghị phụ trong đó có những vị nổi tiếng nhất của cả phương Đông và phương Tây gồm Giám mục thành Antiokia, Nicomedia, Calcedonia. Tây phương có Giám mục thành Treves, Aquilea, Ravenna, Milan, Cordoba. Giám mục Osio thành Cordoba được Giáo hoàng Giuliô I cử ngồi ghế chủ tọa. Phe Arius tới mang theo một viên sĩ quan của Constantius, song Giám mục Osio không cho viên sĩ quan này vào khiến cả phe rút lui.
Tại công đồng, các nghị phụ đông phương đòi ra vạ tuyệt thông Athanasiô và đề nghị lên án Giáo hoàng Julius I và hai Giám mục thành Cordoba và Sardica. Họ rút lui và tổ chức một công đồng riêng ở Philippopoli. Công đồng Sardica vẫn tiếp tục, tuyên bố Athanasiô vô tội và rút phép thông công những người đứng đầu phe Arius. Công đồng này đã thừa nhận quyền hành của Giám mục thành La-mã. Theo đó, người ta đưa vào việc là bất kỳ quyết định nào do các Công Đồng hay do các Giám mục riêng rẽ (individual bishops) phê duyệt cũng có nghĩa là được Rôma chấp thuận. 
Công đồng này cũng đưa ra những khoản luật liên quan đến việc kháng án lên Rô-ma. Theo đó: một Giám mục bị các Giám mục của giáo tỉnh mình lên án có thể kháng án lên Giáo hoàng dựa trên sáng kiến riêng của mình hoặc qua các thẩm phán của mình. Nếu Giáo hoàng tán thành sự kháng án, thì ngài sẽ bổ nhiệm một tòa án cấp hai được lấy từ các Giám mục của các giáo tỉnh lân cận; nếu ngài nghĩ là thích hợp, ngài có thể gửi các thẩm phán đến tham dự cùng các Giám mục.

## Lễ kính
Hài cốt của ông được bảo tồn ở Santa Maria thuộc Giáo hội Rôma tại Trastevere. Julius I mất ngày 12 tháng 4 năm 352 và được xem như một vị thánh của Nhà thờ công giáo Roma với ngày lễ kính là ngày 12 tháng 4.